# Alan y Michael Perry

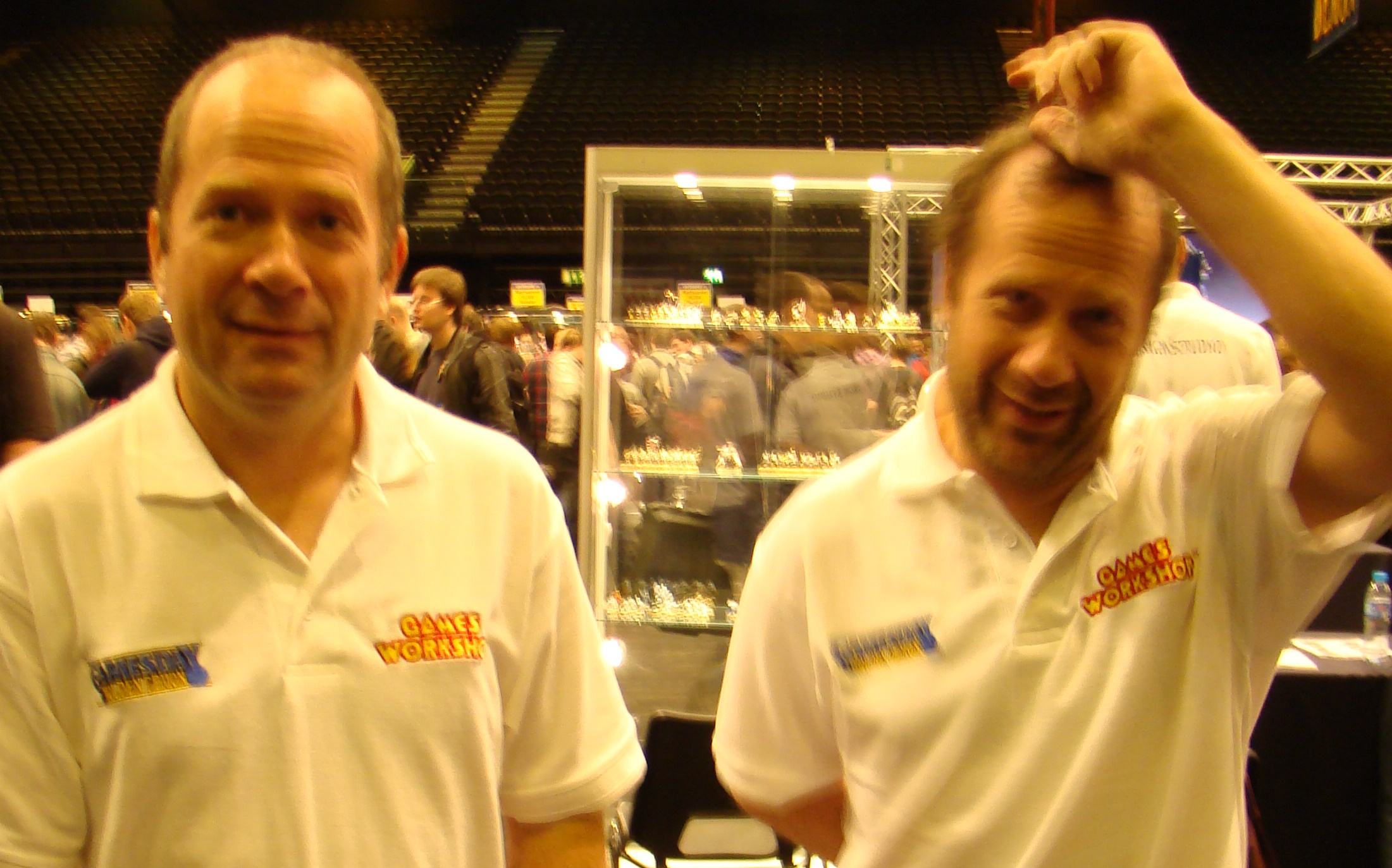
Alan y Michael Perry en los UK Gamesday 2011.

Alan y Michael Perry son dos gemelos nacidos en 1961 en Enfield (Reino Unido), antiguos diseñadores de Citadel Miniatures y dos de los escultores más renombrados y prolíficos del hobby de los juegos de guerra con miniaturas. Trabajaron para Games Workshop desde 1978 hasta 2014, periodo durante el cual colaboraron en la mayoría de las gamas de miniaturas de la compañía.
Además, fueron también escultores para Wargames Foundry,  ayudaron a fundar Warhammer Historical Wargames  y dirigen la empresa Perry Miniatures, para la que producen miniaturas históricas. También han participado en recreaciones de batallas históricas y han ilustrado varios libros sobre historia militar para Osprey Publishing. Residen en Nottingham, Inglaterra.
Alan Perry , en su faceta de bibliófilo, es responsable del descubrimiento de un raro ejemplar del Estado Militar gráfico de España de 1800 que ha dado pie a la obra El Ejército de Godoy (ISBN:978-84-949540-2-3), de la que es corresponsable junto al historiador Charles Esdaile. 